# Az AFC Ajax legsikeresebb edzőinek listája

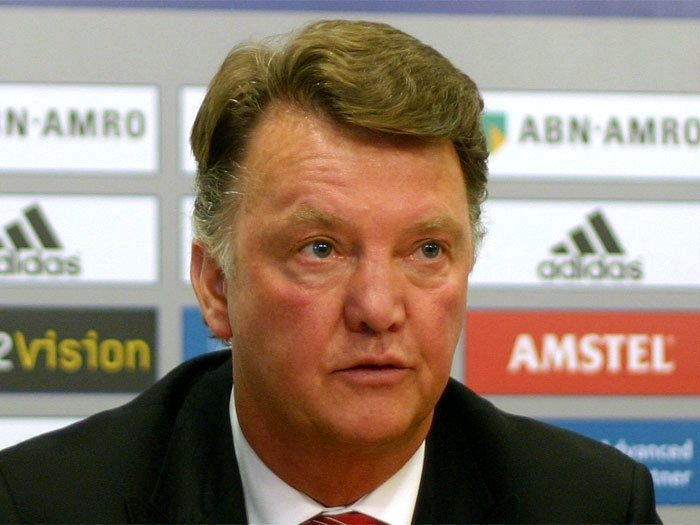
Louis van Gaal, a csapat eddigi legsikeresebb edzője

Az AFC Ajaxnak története során eddig már nagyon sok edzője volt. Voltak köztük sikeresek és sikertelenek is. Ezen a tabellán a csapat azon eddigi edzőinek a nevei szerepelnek, akik a következő trófeák közül már legalább egyet nyertek az Ajax csapatával: bajnoki cím, kupagyőzelem, Holland-Szuperkupa, BEK / BL, UEFA-kupa / EL, KEK, Európai Szuperkupa, Interkontinentális kupa / Klubvilágbajnokság.
Az eddigi legtöbb sikert a csapat Louis van Gaal edző vezetésével érte el a 90-es évek közepén. A legtöbb egymás után megszerzett bajnoki címet pedig Frank de Boer vezetése alatt nyerte meg az Ajax, összesen 4 bajnoki címet egymás után (2011-2012-2013-2014).

## Statisztika

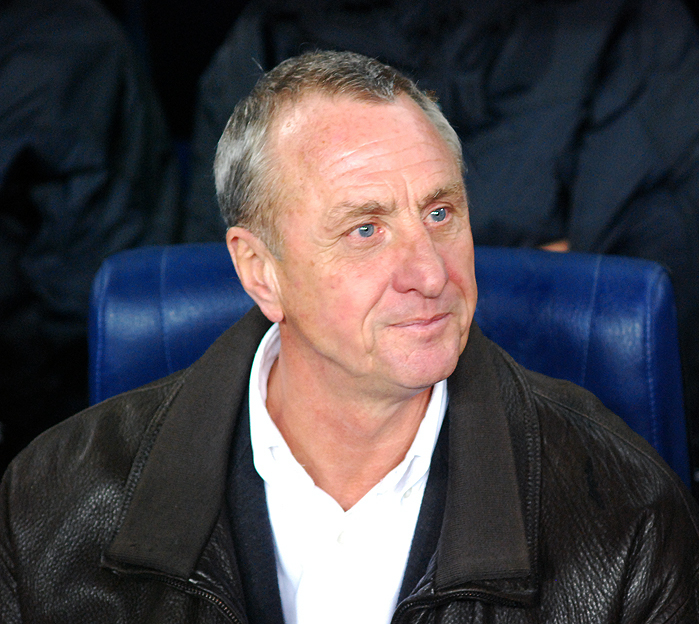
Johan Cruyff, az ő vezetésével nyerték meg a KEK-et.

### Legsikeresebb edzők tornák szerint
Hollandia
- Bajnoki cím: Jack Reynolds (8x)
- Kupagyőzelem: Rinus Michels (3x)
- Holland-Szuperkupa: Louis van Gaal (3x)

Nemzetközi tornák
- Bajnokok Ligája / BEK: Kovács István (2x)
- Európa-liga / UEFA-kupa: Louis van Gaal (1x)
- KEK: Johan Cruyff (1x)
- Európai Szuperkupa: Louis van Gaal, Kovács István és George Knobel (1x)
- Klubvilágbajnokság / Interkontinentális kupa: Louis van Gaal és Kovács István (1x)

## Tabella

### Edzők szerint
utolsó változtatásː 2023/24-es szezon vége

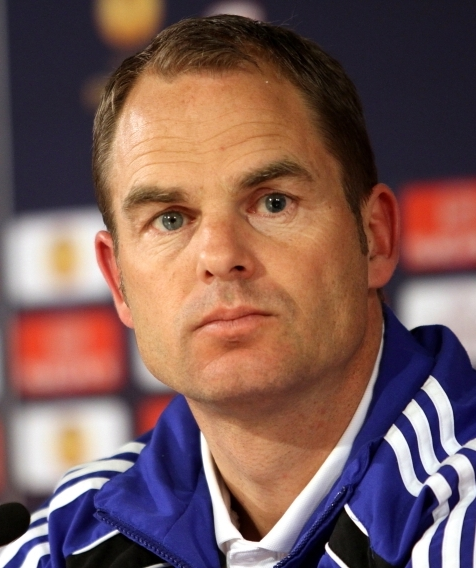
Frank de Boer, az eddigi egyetlen edző akivel sorozatban 4 bajnokságot nyert a csapat

| Edző             | A klubnál töltött idő           | Trófeák   | Trófeák | Trófeák    | Trófeák    | Trófeák    | Trófeák    | Trófeák    | Trófeák                 | Összesen |
| Edző             | A klubnál töltött idő           | Hazai     | Hazai   | Hazai      | Nemzetközi | Nemzetközi | Nemzetközi | Nemzetközi | Nemzetközi              | Összesen |
| Edző             | A klubnál töltött idő           | Bajnokság | Kupa    | Szuperkupa | BL         | EL         | KEK        | Szuperkupa | Interkontinentális kupa | Összesen |
| ---------------- | ------------------------------- | --------- | ------- | ---------- | ---------- | ---------- | ---------- | ---------- | ----------------------- | -------- |
| Louis van Gaal   | 1991–1997                       | 3         | 1       | 3          | 1          | 1          | 0          | 1          | 1                       | 11       |
| Jack Reynolds    | 1915–1925, 1928–1940, 1945–1947 | 8         | 1       | 0          | 0          | 0          | 0          | 0          | 0                       | 9        |
| Rinus Michels    | 1965–1971, 1975–1976            | 4         | 3       | 0          | 1          | 0          | 0          | 0          | 0                       | 8        |
| Kovács István    | 1971–1973                       | 2         | 1       | 0          | 2          | 0          | 0          | 1          | 1                       | 7        |
| Erik ten Hag     | 2018–2022                       | 3         | 2       | 1          | 0          | 0          | 0          | 0          | 0                       | 6        |
| Frank de Boer    | 2010–2015                       | 4         | 0       | 1          | 0          | 0          | 0          | 0          | 0                       | 5        |
| Ronald Koeman    | 2001–2005                       | 2         | 1       | 1          | 0          | 0          | 0          | 0          | 0                       | 4        |
| Henk ten Cate    | 2006–2007                       | 0         | 2       | 2          | 0          | 0          | 0          | 0          | 0                       | 4        |
| Aad de Mos       | 1982–1985                       | 2         | 1       | 0          | 0          | 0          | 0          | 0          | 0                       | 3        |
| Johan Cruyff     | 1985–1988                       | 0         | 2       | 0          | 0          | 0          | 1          | 0          | 0                       | 3        |
| Leo Beenhaker    | 1989–1991                       | 2         | 0       | 0          | 0          | 0          | 0          | 0          | 0                       | 2        |
| Vic Buckingham   | 1959–1961, 1964–1965            | 1         | 1       | 0          | 0          | 0          | 0          | 0          | 0                       | 2        |
| Cor Brom         | 1978–1979                       | 1         | 1       | 0          | 0          | 0          | 0          | 0          | 0                       | 2        |
| Morten Olsen     | 1997–1999                       | 1         | 1       | 0          | 0          | 0          | 0          | 0          | 0                       | 2        |
| Danny Blind      | 2005–2006                       | 0         | 1       | 1          | 0          | 0          | 0          | 0          | 0                       | 2        |
| Karl Humenberger | 1954–1959                       | 1         | 0       | 0          | 0          | 0          | 0          | 0          | 0                       | 1        |
| Tomislav Ivić    | 1976–1978                       | 1         | 0       | 0          | 0          | 0          | 0          | 0          | 0                       | 1        |
| Kurt Linder      | 1981–1982, 1988                 | 1         | 0       | 0          | 0          | 0          | 0          | 0          | 0                       | 1        |
| Dolf van Kol     | 1942–1945                       | 0         | 1       | 0          | 0          | 0          | 0          | 0          | 0                       | 1        |
| Martin Jol       | 2009–2010                       | 0         | 1       | 0          | 0          | 0          | 0          | 0          | 0                       | 1        |
| George Knobel    | 1973–1974                       | 0         | 0       | 0          | 0          | 0          | 0          | 1          | 0                       | 1        |

### Országok szerint
utolsó változtatásː 2021/22-es szezon vége
| Ország      | Edzők száma | Trófeák   | Trófeák | Trófeák    | Trófeák    | Trófeák    | Trófeák    | Trófeák    | Trófeák                 | Összesen |
| Ország      | Edzők száma | Hazai     | Hazai   | Hazai      | Nemzetközi | Nemzetközi | Nemzetközi | Nemzetközi | Nemzetközi              | Összesen |
| Ország      | Edzők száma | Bajnokság | Kupa    | Szuperkupa | BL         | EL         | KEK        | Szuperkupa | Interkontinentális kupa | Összesen |
| ----------- | ----------- | --------- | ------- | ---------- | ---------- | ---------- | ---------- | ---------- | ----------------------- | -------- |
| Hollandia   | 14          | 21        | 16      | 9          | 2          | 1          | 1          | 2          | 1                       | 53       |
| Anglia      | 2           | 9         | 2       | 0          | 0          | 0          | 0          | 0          | 0                       | 11       |
| Románia     | 1           | 2         | 1       | 0          | 2          | 0          | 0          | 1          | 1                       | 7        |
| Dánia       | 1           | 1         | 1       | 0          | 0          | 0          | 0          | 0          | 0                       | 2        |
| Ausztria    | 1           | 1         | 0       | 0          | 0          | 0          | 0          | 0          | 0                       | 1        |
| Jugoszlávia | 1           | 1         | 0       | 0          | 0          | 0          | 0          | 0          | 0                       | 1        |
| Németország | 1           | 1         | 0       | 0          | 0          | 0          | 0          | 0          | 0                       | 1        |
| ÖSSZESEN    | 21          | 35        | 20      | 7          | 4          | 1          | 1          | 3          | 2                       | 73       |